# Oligarchie
 (octobre 2019).
Si vous disposez d'ouvrages ou d'articles de référence ou si vous connaissez des sites web de qualité traitant du thème abordé ici, merci de compléter l'article en donnant les références utiles à sa vérifiabilité et en les liant à la section « Notes et références ».
Ne pas confondre avec Oligarchie russe.
Une oligarchie (du grec ancien ὀλιγαρχία / oligarkhía, dérivé de ὀλίγος / olígos, « petit », « peu nombreux », et ἄρχω / árkhô, « commander ») est une forme de gouvernement où le pouvoir est détenu par un petit groupe de personnes qui forme une classe dominante.
On peut distinguer les oligarchies institutionnelles et les oligarchies de faits. Les oligarchies institutionnelles sont les régimes politiques dont les constitutions et les lois ne réservent le pouvoir qu'à une minorité de citoyens. Les oligarchies de fait sont les sociétés dont le gouvernement est constitutionnellement et démocratiquement ouvert à tous les citoyens mais où en fait ce pouvoir est confisqué par une petite partie de ceux-ci.
L'oligarchie peut revêtir plusieurs formes, selon qu’elle est faite des meilleurs (« aristocratie » au sens étymologique), des plus riches (ploutocratie), des scientifiques et techniciens (technocratie), des plus éduqués (épistocratie), des personnes âgées (gérontocratie), de ceux qui bénéficient de la force ou de tout autre pouvoir de fait. Quant au terme oligarque, qui n'était plus utilisé que pour l'histoire des sociétés anciennes ou les récits de science-fiction, il a trouvé un regain de faveur pour désigner, dans le monde contemporain, les hommes d'affaires riches et les intellectuels ayant des liens avec le pouvoir politique.

## Oligarchie dans l'histoire

### Oligarchie dans la Grèce antique (VeetIVesièclesav. J.-C.)
L'oligarchie a revêtu des formes diverses dans l'Antiquité grecque, mais elle supposait toujours la division des citoyens en deux classes, dont l'une seulement participait au gouvernement. Selon les cités, cette classe de gouvernants était plus ou moins nombreuse, et pouvait tenir ses privilèges soit de la naissance, soit de la fortune tirée des revenus d'une propriété foncière, ou de biens mobiliers ou immobiliers. En Grèce antique, elles succèdent pour la plupart à la monarchie. Les philosophes grecs ont abondamment discuté de ce régime : ainsi Platon dans la République voit le caractère propre de l’oligarchie dans la division sociale selon la fortune : « L’oligarchie est la forme de gouvernement fondée sur le cens, où les riches commandent et où les pauvres n’ont point de part à l’autorité. » Dans Les Caractères, Théophraste peint le portrait moral de l’oligarque comme quelqu'un qui semble aimer le pouvoir pour la puissance et la richesse qui lui sont attachées. Selon Apulée, qui suit Platon, l'oligarchie existe lorsqu'une majorité d'hommes sans ressources et sans aveu se met à la discrétion de quelques riches, se livre à eux corps et âme, et qu'ainsi la souveraine puissance devient l'apanage non pas d'hommes éclairés mais de quelques parvenus opulents. La cupidité, en gagnant l’ensemble des citoyens, finit par perdre cette sorte de gouvernement : car alors, « ils établissent une loi qui fixe les bornes de la constitution oligarchique, en imposant un cens, et ils interdisent les charges publiques à celui dont la fortune ne s’élève pas au cens fixé ». Dépourvu de toute unité, un tel État, divisé contre lui-même, voit les riches et les pauvres habiter le même sol mais conspirer sans cesse les uns contre les autres. C'est pourquoi les oligarques sont dans l’impossibilité de faire la guerre, au risque « d’armer le peuple et de le craindre plus que l’ennemi », comme Thucydide l’a bien montré dans son Histoire de la Guerre du Péloponnèse.
Mais c'est incontestablement Aristote qui, dans le Politique a étudié ce régime le plus en détail. Il a réduit la grande variété d'oligarchies attestées dans le monde antique à quatre formes principales :
- la première est une forme d'oligarchie mitigée, qui confine à la démocratie mitigée ; elle est caractérisée par un cens assez élevé pour interdire les magistratures aux plus pauvres, mais assez bas pour ouvrir largement l'accès des classes privilégiées[9]. La souveraineté s'exprime dans la loi. Tel est le régime des villes de la confédération béotienne aux Ve et IVe siècles av. J.-C., Thèbes, Thespies et Orchomène entre autres, où existaient beaucoup de petites fortunes. Quiconque avait les moyens de se procurer une armure pour servir comme hoplite par exemple avait accès à l'assemblée des censitaires. Les cadres de la constitution oligarchique qui régissait Athènes depuis le milieu du VIIe siècle av. J.-C. n'eurent pas besoin d'être fortement modifiés par la réforme de Solon pour ouvrir la voie à la démocratie absolue[10] ;
- la deuxième forme d'oligarchie selon Aristote est l'oligarchie politique (πολιτικωτέρα dit Aristote), c'est-à-dire plus civique[11] ; elle est ainsi nommée car elle donne le pouvoir non à une dynastie de familles, mais à une assez forte minorité de citoyens. « Elle suppose des possesseurs moins nombreux que dans l'hypothèse précédente, avec des fortunes plus considérables. Comme l'ambition s'accroît avec la puissance, ils s'arrogent le droit de nommer à tous les emplois du gouvernement ; mais comme ils ne sont pas encore assez puissants pour gouverner sans lois, c'est par la loi qu'ils se font reconnaître ce droit »[12]. C'est cette forme d'oligarchie qu'on trouvait à Cymé, Colophon, Crotone et Rhêgion, qui étaient régies par une assemblée des Mille, tandis qu'Athènes connaissait l'oligarchie des Quatre-Cents en 411 av. J.-C. puis la constitution des Cinq Mille ;
- la troisième forme d'oligarchie est l'oligarchie à dynasties multiples : quelques familles nobles exerçaient toutes les charges de l'État, et ces emplois étaient transmissibles de père en fils. Cependant, les pouvoirs n'étant pas concentrés entre les mains d'un seul, c'est la loi qui garantissait l'hérédité des privilèges. Tel fut le régime qui gouverna le grand port de Massalia au temps de Strabon : du conseil des six cents timouques nommés à vie était issu le comité des Quinze exerçant le pouvoir exécutif, tandis qu'un des Trois était le chef officiel de la cité[13] ;
- enfin, la forme la plus extrême d'oligarchie est l'oligarchie dynastique : le magistrat suprême détient seul un pouvoir héréditaire et possède de telles richesses, commande à tant de sujets, que la souveraineté est entièrement entre ses mains, au lieu d'appartenir à la loi. Cette oligarchie dynastique fut représentée dans la Thessalie ancienne avec les Aleuades, à Pharsale avec la maison d'Échécratidès, et à Corinthe avec les Bacchiades[14]. En Thessalie, contrée favorable à la cavalerie et aux oligarchies de chevaliers, « le désordre et le dérèglement étaient à leur comble », au dire de Platon dans la prosopopée des Lois[15]. Aristote juge qu'un régime de ce genre ne peut « trouver son salut que grâce à la discipline »[16].

### Oligarchie institutionnelle dans le monde moderne
L'étude des sociétés et des systèmes de gouvernements des sociétés traditionnelles démontre l'omniprésence du système oligarchique, basé sur l'idée que seule une partie des citoyens serait apte à gérer l'État et à se dévouer corps et âme à sa grandeur, à sa richesse et au salut des autres citoyens. Sans faire une analyse complète, de nombreux exemples sont connus : ainsi les Institutions de la République romaine sont un exemple classique d'oligarchie. En France, les institutions de la monarchie absolue où le pouvoir politique et militaire est réservé à la noblesse, statut social que les familles ne peuvent atteindre qu'après le long déroulement quasi initiatique de plusieurs générations (comme dans de nombreuses sociétés primitives) les rendant aptes au pouvoir, est un autre exemple de société oligarchique. La Première République française où le pouvoir politique est entre les mains des seuls censitaires en est un autre. Les vieilles république de Venise ou république des Provinces-Unies étaient tout autant et d'une façon encore plus exclusive dirigées selon des constitutions que nous nommerions oligarchiques.

## Oligarchie dans le monde moderne
L'oligarchie est une forme de gouvernement dans laquelle le pouvoir est détenu par un petit groupe d'individus riches et puissants, souvent issus d'une élite économique ou politique.
Différents éléments mettent en évidence l'existence de régimes oligarchiques au sein de notre société contemporaine. Tout d’abord, les inégalités économiques : Dans de nombreux pays, les richesses et les ressources sont concentrées entre les mains d'une petite élite, tandis que la majorité de la population vit dans la pauvreté. L'oligarchie économique est renforcée par l'existence de politiques fiscales qui favorisent les riches et les grandes entreprises. Un autre élément est notamment l'influence politique des lobbies : Les lobbies d'entreprises et les groupes de pression financent des campagnes électorales, font du lobbying auprès des politiciens et influencent l'élaboration des politiques publiques. Cette influence politique est souvent réservée aux personnes ayant une grande richesse et des réseaux de pouvoir. Ce qui peut limiter l’accès au pouvoir pour les personnes ayant de plus faibles moyens. On pense notamment aux États-Unis sur ce sujet. Il y a également le manque de diversité : Dans de nombreux secteurs de la société, tels que les grandes entreprises, les médias et les universités, les personnes ayant des antécédents similaires et une richesse similaire sont surreprésentées. Cette homogénéité peut renforcer une oligarchie culturelle et économique. Par la suite, la concentration des médias : Dans de nombreux pays, les grands médias sont détenus par un petit nombre de groupes, ce qui peut avoir un impact sur la manière dont l'information est transmise et influencer la perception publique de certaines questions,.

### Oligarchie de fait
(avril 2019).
La forme ressemble trop à un extrait de cours et nécessite une réécriture afin de correspondre aux standards de Wikipédia.
Le terme d'oligarchie, tout comme celui d'establishment, est utilisé par les mouvements populistes contemporains[réf. nécessaire] : Pierre Birnbaum relève que sa « réalité est davantage incontestable au sein de pays anglo-saxons dépourvus d’État fort ou encore dans les pays d’Amérique latine dominés par une classe supérieure fermée » ; il ajoute que « cette métaphore [est] étrangère pourtant à l’exceptionnalisme de la société française façonnée par son État, certes diminué mais toujours présent », et qu'elle « sous-estime la réalité des « gardiens de l’État » attachés, en dépit du pantouflage croissant, à défendre une « République des fonctionnaires ». Chantal Mouffe, écrivant sur le populisme de gauche, observe « une oligarchisation de nos sociétés au cours des trente dernières années », qui « s’est manifestée par l’émergence d’un groupe de super-riches ». Pierre Bourdieu dénonce également cette dérive oligarchique dans sa théorie du « déterminisme social ».[réf. nécessaire]
Hervé Kempf met en exergue la concentration croissante du pouvoir décisionnel par une élite restreinte de dirigeants politiques, de grands chefs d'entreprises, d'acteurs financiers, de journalistes influents, etc. Ceux-ci constituent en effet une caste de plus en plus puissante, dont les membres délibèrent entre eux de décisions s'appliquant à l'ensemble de la population, alors que celles-ci ont pour finalité exclusive de servir leurs intérêts personnels. Ce constat amène l'auteur à estimer que les régimes étudiés sont oligarchiques de fait, et non plus démocratiques. Toujours d'après Kempf, cette idéologie qui suscite un consensus chez l'ensemble des « oligarques » a contribué à exacerber les inégalités au profit des « très riches », ainsi qu'à accentuer la relation entre capital détenu, prestige social et capacité à influer sur les principales décisions prises par un pays. Ceci aurait favorisé une collusion croissante entre les représentants politiques et les élites économiques ou financières afin de satisfaire des intérêts de plus en plus convergents, au détriment du « bien commun ».
Selon Hervé Kempf, la dérive oligarchique des sociétés occidentales a été symbolisée de manière flagrante lors de l'adoption par les pays membres de l'Union européenne, du traité de Lisbonne en 2008. Celui-ci reprend en effet la plupart des principales dispositions du traité constitutionnel de l'Union européenne, alors que les peuples français et néerlandais s'étaient prononcés contre celui-ci, lors de référendums censés incarner une souveraineté populaire que l'adoption de ce traité sans consultation des populations remet en cause.

## L’oligarchie comme notion complexe et fourre-tout
Aujourd'hui, par extension sémantique, on rencontre le danger d’oligarchie dans les domaines les plus divers de la vie quotidienne qui nécessitent un pouvoir ou une structure organisée (associations, clubs, forums, cercles…). Les analystes politiques[Qui ?] remarquent qu’en un sens « toute société est inévitablement une oligarchie » quel que soit le système politique revendiqué. Le nombre de membres de l'oligarchie (nombre absolu ou relatif) n'apparaît pas dans sa définition.
Même dans un système électif, il se crée une classe qui regroupe les personnes qui connaissent les mécanismes de l'État et exercent son contrôle. Aristote écrivait d'ailleurs : « Il est démocratique que les magistratures soient attribuées par le sort, et oligarchique qu'elles soient électives ».
Les oligarchies sont des systèmes politiques complexes, avec souvent plusieurs cercles (plus ou moins formels) de pouvoirs de plus en plus concentrés, des spécialisations selon le domaine de pouvoir (commercial, juridique, religieux, militaire, technologique, etc.), et un exercice du pouvoir souvent discret et collégial. On y retrouve généralement des familles dominantes, pour qui la position politique est un élément de patrimoine transmis aux enfants, dont l'éducation est organisée dans cette perspective. On peut y trouver, ou non, des systèmes de castes.

## Dynamique du gouvernement oligarchique
Une société oligarchique est instable[réf. nécessaire], le pouvoir se diffuse ou se concentre au cours du temps, le phénomène étant compliqué par les influences étrangères :
- les situations de guerre permettent à un individu de concentrer de grands pouvoirs, de sorte que l'oligarchie est soumise au risque de disparaître aussi bien par la défaite (cas de Carthage, qui disparaît faute d'avoir assez soutenu la famille des Barca (Hamilcar puis Hannibal)) que par la victoire (cas de Rome, qui se dissout dans l'Empire des Julio-Claudiens). Beaucoup des monarchies européennes furent établies de cette manière au Moyen Âge ;
- le commerce international et l'enrichissement très concentré qu'il permet conduit aussi à une concentration (dont profitèrent par exemple les Médicis à Florence) ;
- inversement, les oligarchies peuvent imposer au monarque ou au dictateur le partage de ses pouvoirs avec d'autres couches de la société. Un exemple de ce processus est l'union des nobles d'Angleterre, forçant, en 1215, le roi Jean d'Angleterre à signer la Magna Carta, reconnaissance tacite de l'existence d'un contre-pouvoir et de l'affaiblissement du pouvoir royal. La Magna Carta fut ensuite révisée, garantissant plus de droits à plus de monde et posant les bases de la future monarchie constitutionnelle.